# 17. únor
17. únor je 48. den roku podle gregoriánského kalendáře. Do konce roku zbývá 317 dní (318 v přestupném roce). Svátek má Miloslava.

## Události

### Česko
- 1754 – Marie Terezie nařídila sčítání lidu, první na území Česka.
- 1934 – První devalvace československé koruny. Její zlatý obsah byl snížen o šestinu, z 44,58 mg na 37,15 mg
- 1948 – Krize československé vlády. Klement Gottwald přerušil zasedání a odjel informovat prezidenta Edvarda Beneše o vládní krizi.
- 1956 – Byla vyhlášena Přírodní rezervace Dubno.
- 1982 – Při nehodě tramvaje v Praze zahynulo 7 lidí a 12 jich bylo zraněno.
- 2004 – Automobilka Škoda Auto vyrobila miliontý exemplář modelové řady Škoda Octavia.
- 2013 – Ve Frenštátě pod Radhoštěm při výbuchu plynu a následném požáru panelového domu zemřelo 6 lidí.

### Svět
- 1448 – Papež Mikuláš V. a německý císař Friedrich III. uzavřeli vídeňský konkordát, způsob obsazování biskupství v římskoněmecké říši a hranici mezi říší a papežským územím.
- 1864 – Americká občanská válka: Konfederační ponorka CSS H. L. Hunley provedla první úspěšný ponorkový útok v historii, když potopila unionistickou šroubovou šalupu USS Housatonic. Jelikož však nebyla dostatečně odolná proti vedlejším účinkům svých zbraní, při útoku se potopila i ona a celá její posádka zahynula.
- 1904 – Premiéra Pucciniho opery Madam Butterfly v milánské La Scale.
- 1944 – Skončila Korsuň-ševčenkovská operace. Bojů se účastnila i 1. československá samostatná brigáda.
- 1950 – Na londýnském mistrovství Evropy v krasobruslení v soutěži žen zvítězila čs. reprezentantka Ája Vrzáňová. Je to její poslední start v československém dresu.
- 1959 – Byla vypuštěna první meteorologická družice Vanguard 2.
- 1965 – V rámci programu Ranger pořídila na Měsíci bezpilotní sonda Ranger 8 fotografie Moře Klidu. Akce se konala v rámci přípravy na mise programu Apollo, v tomto místě měla v budoucnu přistát posádka Apolla 11.
- 1979 – Vypukla čínsko-vietnamská válka.
- 2000 – Společnost Microsoft uvolnila operační systém Windows 2000.
- 2003 – V platnost vstoupil London Congestion Charge.
- 2004 – Byla objevena planetka Orcus.
- 2008
  - Kosovo vyhlásilo nezávislost na Srbsku.
  - Otevřena Íránská ropná burza.
- 2016 – Při sebevražedném bombovém útoku v turecké Ankaře zahynulo 28 lidí a 61 bylo zraněno.

## Narození

### Česko

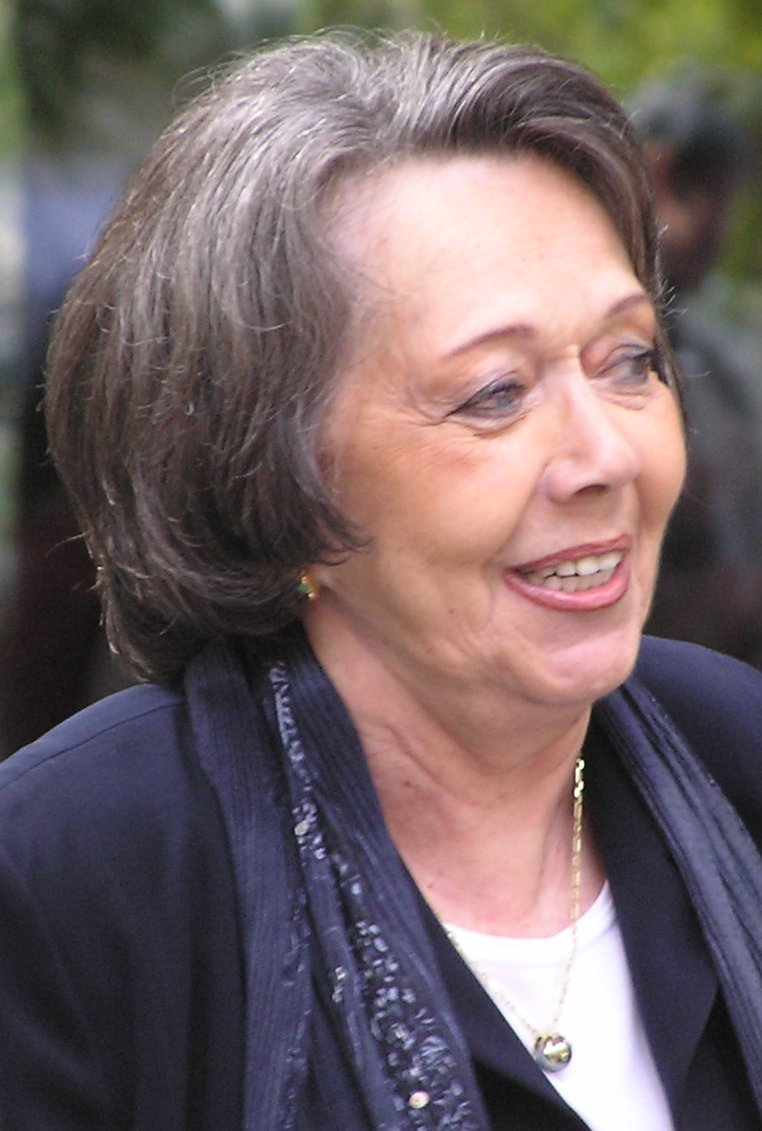
Jiřina Jirásková (* 1931)

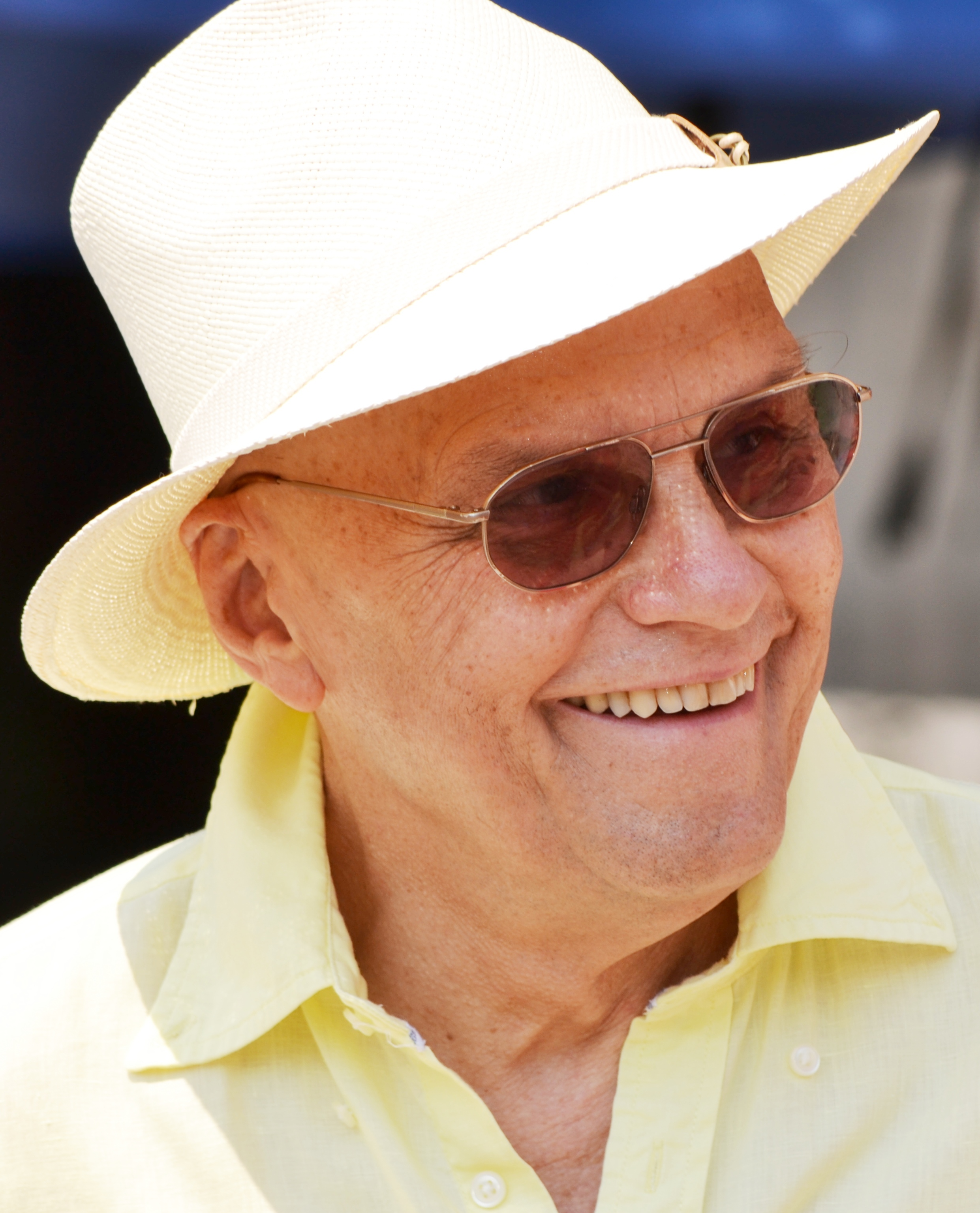
Jan Přeučil (* 1937)

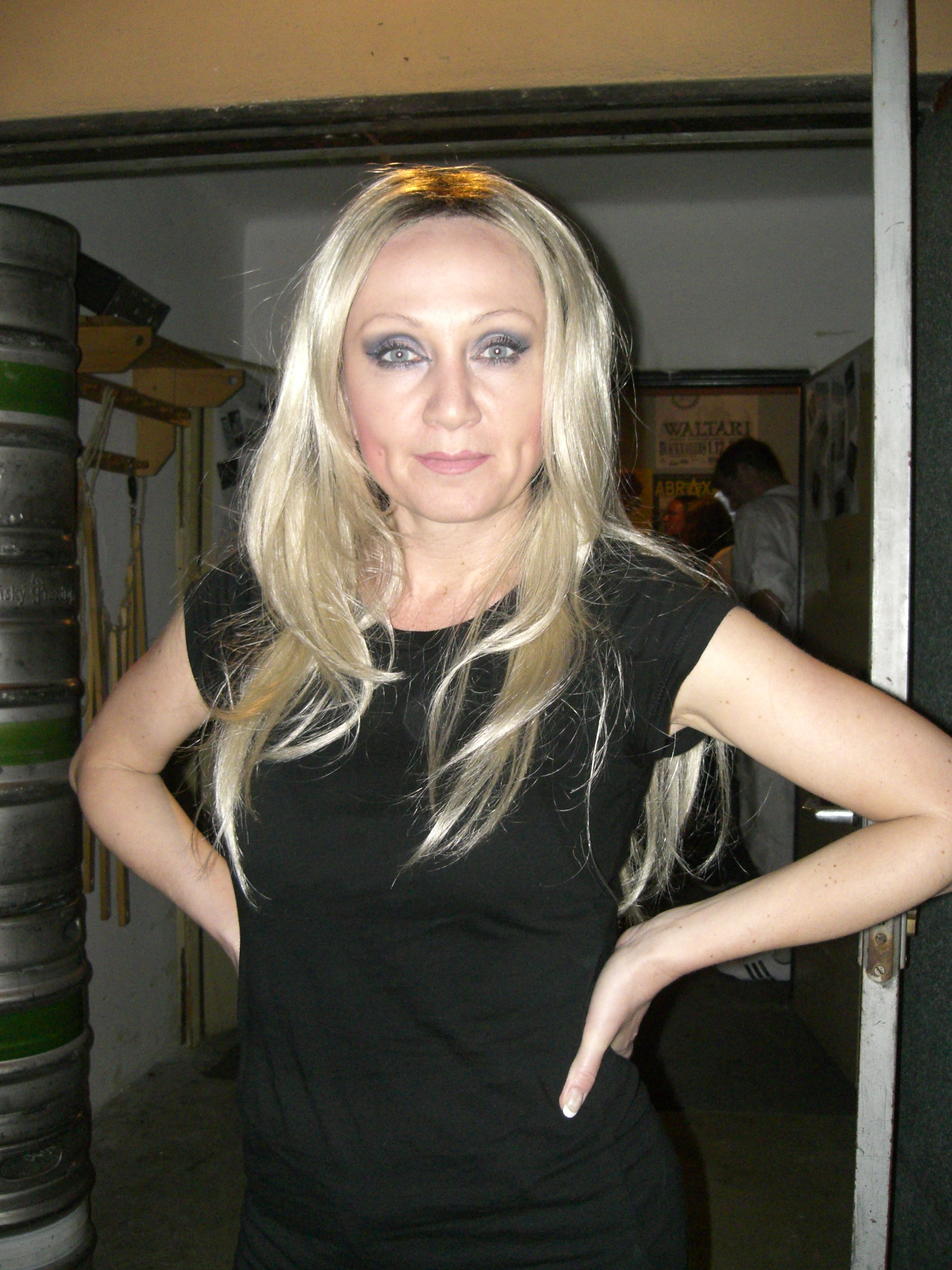
Bára Basiková (* 1963)

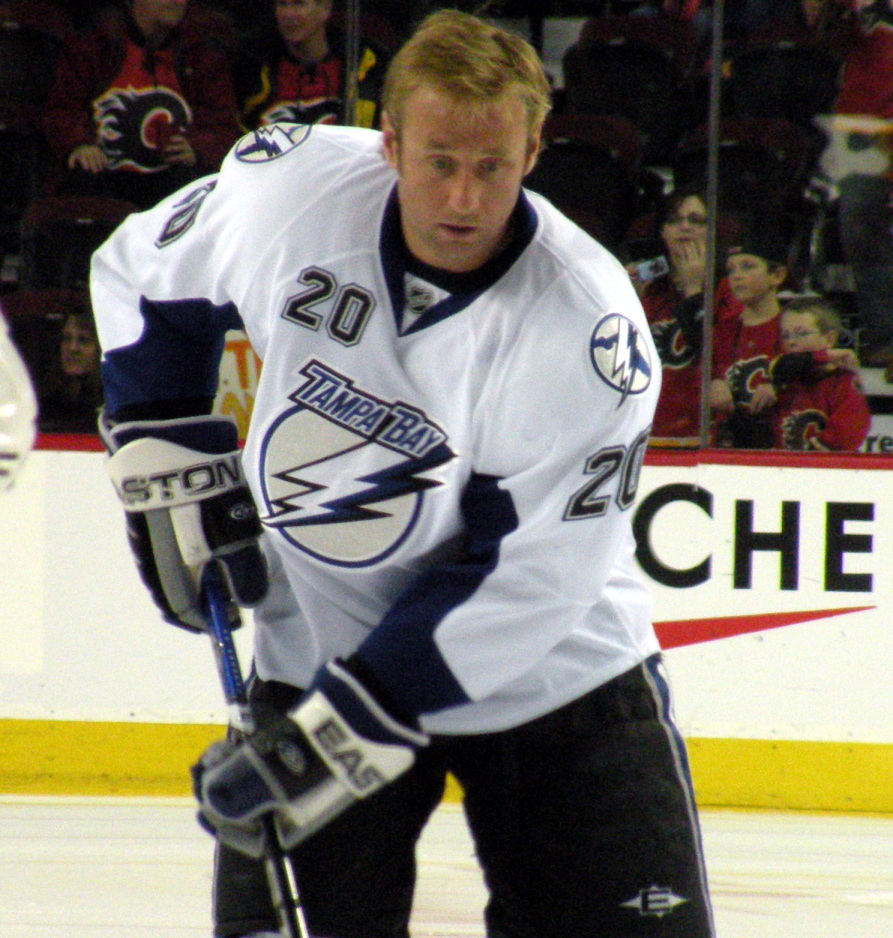
Václav Prospal (* 1975)

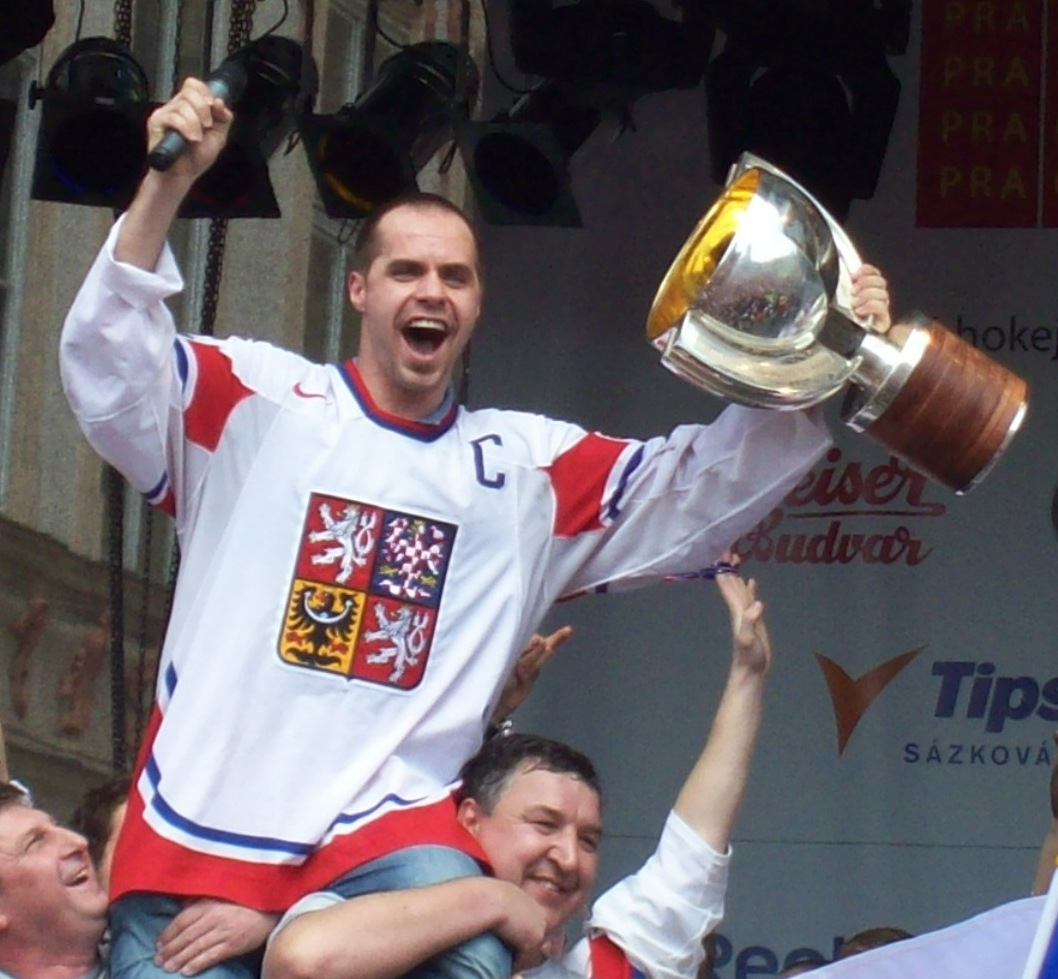
Tomáš Rolinek (* 1980)

- 1180 – Konstancie Uherská, česká královna jako druhá manželka Přemysla Otakara I. († 6. prosince 1240)
- 1692 – Kristián David, moravský misionář († 3. února 1751)
- 1711 – Matyáš Kovanda, barokní sochař a štukatér († 13. prosince 1767)
- 1725 – Joseph Ignatz Sadler, malíř († 9. ledna 1767)
- 1751 – Řehoř Balzer, mědirytec a tiskař († 9. června 1824)
- 1754 – Jan Jáchym Kopřiva, kantor, varhaník a hudební skladatel († 17. srpna 1792)
- 1794 – Karel Bořivoj Presl, botanik († 2. října 1852)
- 1798 – Josef Matěj Navrátil, malíř († 21. dubna 1865)
- 1808 – Jan Dvořáček, poslanec Moravského zemského sněmu († 31. března 1865)
- 1810 – Josef Zikmund, advokát a politik († 12. prosince 1868)
- 1813 – Josef Schrott, rakouský a český vysokoškolský pedagog a politik německé národnosti († 22. prosince 1888)
- 1817 – Josef Müller, varhaník († 16. dubna 1885)
- 1818 – Jan Nepomuk Maýr, operní zpěvák a skladatel († 25. října 1888)
- 1844
  - Josef Bernard, český podnikatel a politik († 7. července 1905)
  - Matyáš Blažek, jazykovědec, pedagog a spisovatel († 11. září 1896)
- 1845 – Bohumil Bauše, přírodovědec a spisovatel († 14. listopadu 1924)
- 1850 – Antonín Fleischer, lékař a entomolog († 22. října 1934)
- 1851 – Ferenc Koperniczky, československý politik († 22. března 1941)
- 1853 – Jaroslav Vrchlický, spisovatel († 9. září 1912)
- 1857 – Josef Bosáček, malíř († 5. září 1934)
- 1862 – Edvín Bayer, botanik († 17. března 1927)
- 1866 – Rudolf Felzmann, poslanec Moravského zemského sněmu a Říšské rady († 10. května 1937)
- 1868 – Pavel Huyn, 30. arcibiskup pražský († 1. října 1946)
- 1869 – Alois Špera, československý politik († 23. ledna 1934)
- 1872 – Jan Preisler, malíř († 27. dubna 1918)
- 1873 – Josef Tichánek, malíř († 17. ledna 1950)
- 1875 – Rudolf Malík, československý politik († 10. prosince 1969)
- 1878 – Vladimír Hatlák, československý politik († 1951)
- 1884
  - Karl Friedrich Kühn, architekt a historik umění († 8. května 1945)
  - Josef David, legionář, politik, místopředseda vlády († 21. dubna 1968)
- 1886 – Rudolf Bouček, loutkový divadelník († 1. prosince 1965)
- 1890
  - Zdena Wattersonová, novinářka, překladatelka, publicistka († 19. prosince 1980)
  - Bedřich Frejka, profesor a lékař († 10. ledna 1972)
  - Ladislav Buček, dirigent a vedoucí Pěveckého sdružení Kopřivnice († 18. ledna 1969)
- 1894 – Alois Hrdlička, konstruktér Škodových závodů († 24. dubna 1961)
- 1896 – Franz Sitte, katolický kněz († 8. ledna 1960)
- 1897 – Ján Lichner, československý politik a ministr († 16. října 1979)
- 1902 – Antonín Kalina, nositel titulu Spravedlivý mezi národy († 1. ledna 1990)
- 1907 – Vilém Sacher, generál a spisovatel († 14. srpna 1987)
- 1908 – Augustin Uher, novinář, spisovatel a historik († 25. prosince 1985)
- 1909
  - Jana Berdychová, zakladatelka cvičení rodičů s dětmi († 21. dubna 2007)
  - Karel Valter, malíř († 17. listopadu 2006)
- 1912 – Oldřich Beránek, moravský katolický kněz, laický regionální historik a publicista († 13. června 1998)
- 1914 – František Jiroudek, malíř, grafik, scénický výtvarník († 15. června 1991)
- 1917 – Miloslav Kaňák, teolog, duchovní Církve československé husitské († 24. ledna 1985)
- 1921
  - Svatopluk Studený, herec a režisér († 1. července 2002)
  - Vladimír Svitáček, herec, scenárista a režisér († 23. srpna 2002)
- 1926 – Jaroslav Machovec, odborník v oboru biotechnika zeleně, sadovnictví a květinářství († 17. července 2013)
- 1929 – Karel Sodomka, hudební skladatel, dirigent a sbormistr († 1988)
- 1931
  - Jiřina Jirásková, herečka († 7. ledna 2013)
  - Jiří Tomek, herec († 29. srpna 2013)
  - Josef Věntus, reprezentant ve veslování, bronzová medaile na LOH († ? 2001)
- 1932 – Vladimír Váňa, esperantista († 25. března 2000)
- 1933 – Karel Sklenička, hudební skladatel a varhaník († 26. března 2001)
- 1934
  - Miroslav Ambro, kameraman a režisér dabingu († 22. ledna 1964)
  - Marie Adamová, politička KSČ
- 1935
  - Jan Bouzek, klasický archeolog († 3. listopadu 2020)
  - Karel Cikrle, moravský římskokatolický duchovní, spoluautor Jednotného kancionálu
- 1937
  - Jan Přeučil, filmový a divadelní herec
  - Kateřina Černá, malířka, kreslířka, grafička, autorka osobitých koláží, asambláží
- 1940 – Petr Kalaš, ministr životního prostředí
- 1945 – Petr Burian, herec, básník a režisér
- 1949 – Milan Šimonovský, ministr dopravy ČR
- 1952 – Vladimír Padrůněk, rockový baskytarista († 30. srpna 1991)
- 1958 – Roman Plachý, výtvarník
- 1960 – Ivan Beneš, basketbalista
- 1963
  - Bára Basiková, zpěvačka
  - Karel Tomek, varhaník, sbormistr, skladatel, zakladatel sboru Musica Animata a Serafín
- 1971
  - Marcel Deli, spisovatel a humorista
  - Josef Dressler, cyklista
- 1975 – Václav Prospal, hokejista
- 1976 – Radim Kopáč, literární kritik a publicista
- 1977 – Jan Buryán, fotbalový obránce a záložník
- 1980 – Tomáš Rolinek, hokejista
- 1982
  - Jiří Černý, divadelní a filmový herec
  - Tomáš Hrdlička, fotbalista
- 1983 – burningboy, brněnský hudebník, moderátor, producent, příležitostný kurátor a bohém
- 1988 – Michael Frolík, hokejista
- 1989
  - Vladimír Růžička, hokejový centr
  - Albert Černý, zpěvák a kytarista, člen a frontman skupin Charlie Straight
- 1992 – Michaela Foitová, herečka
- 2002 – Sára Korbelová, herečka

### Svět

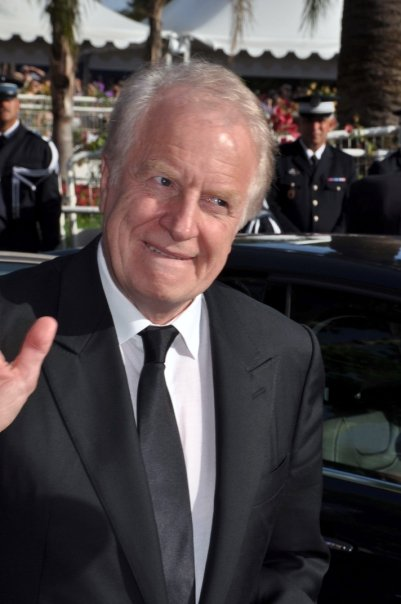
André Dussollier (* 1946)

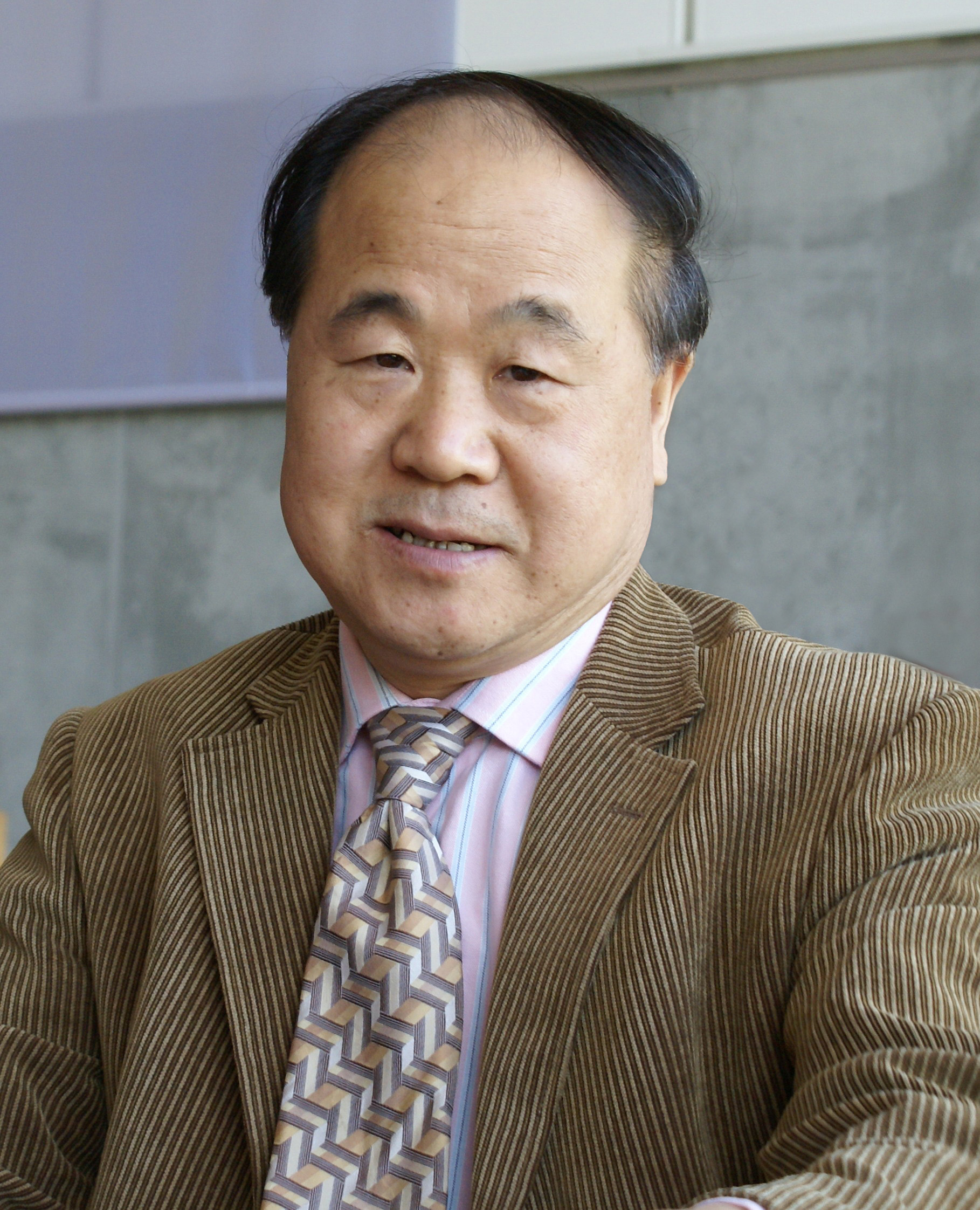
Mo Jen (* 1955)

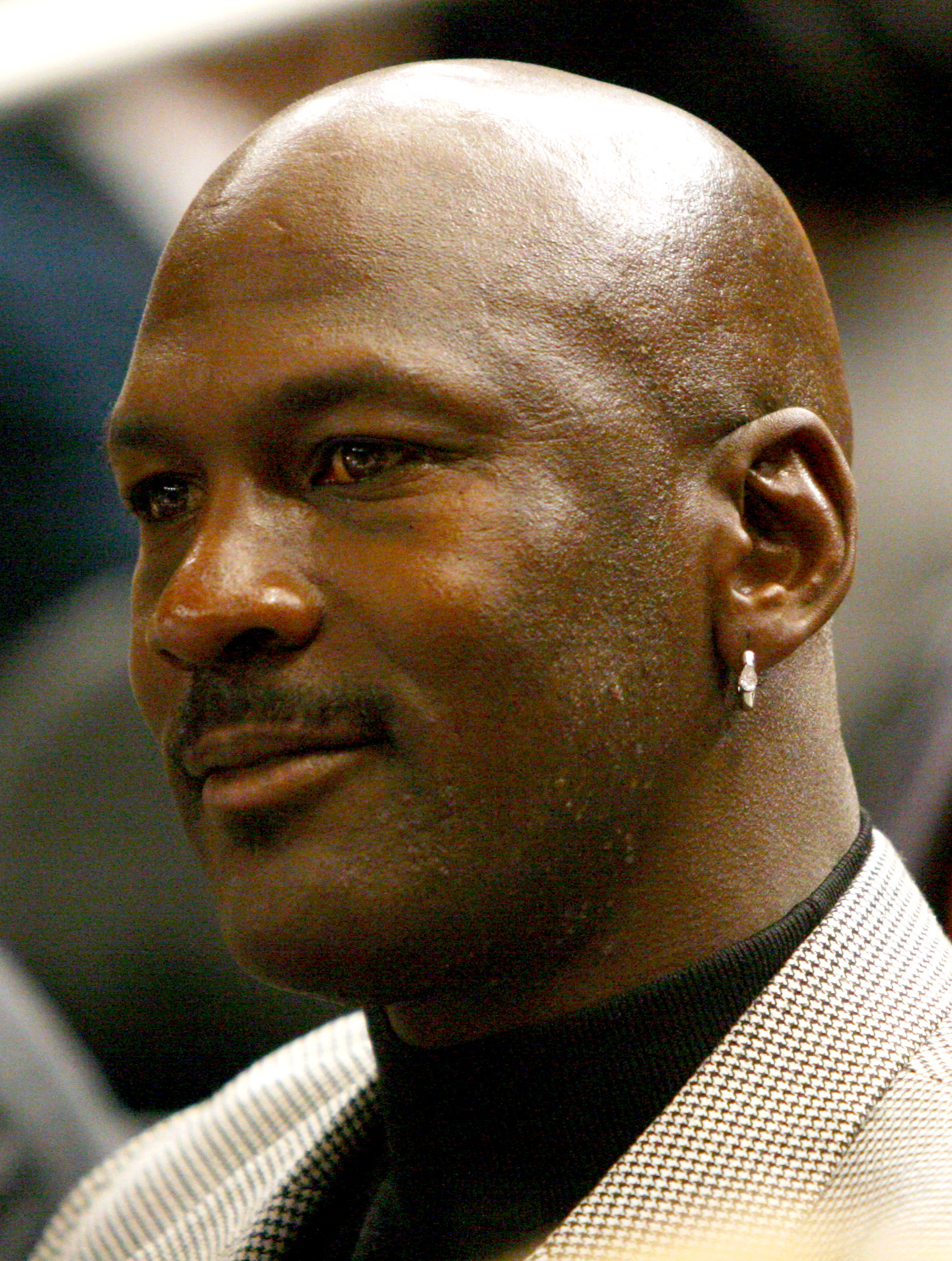
Michael Jordan (* 1963)

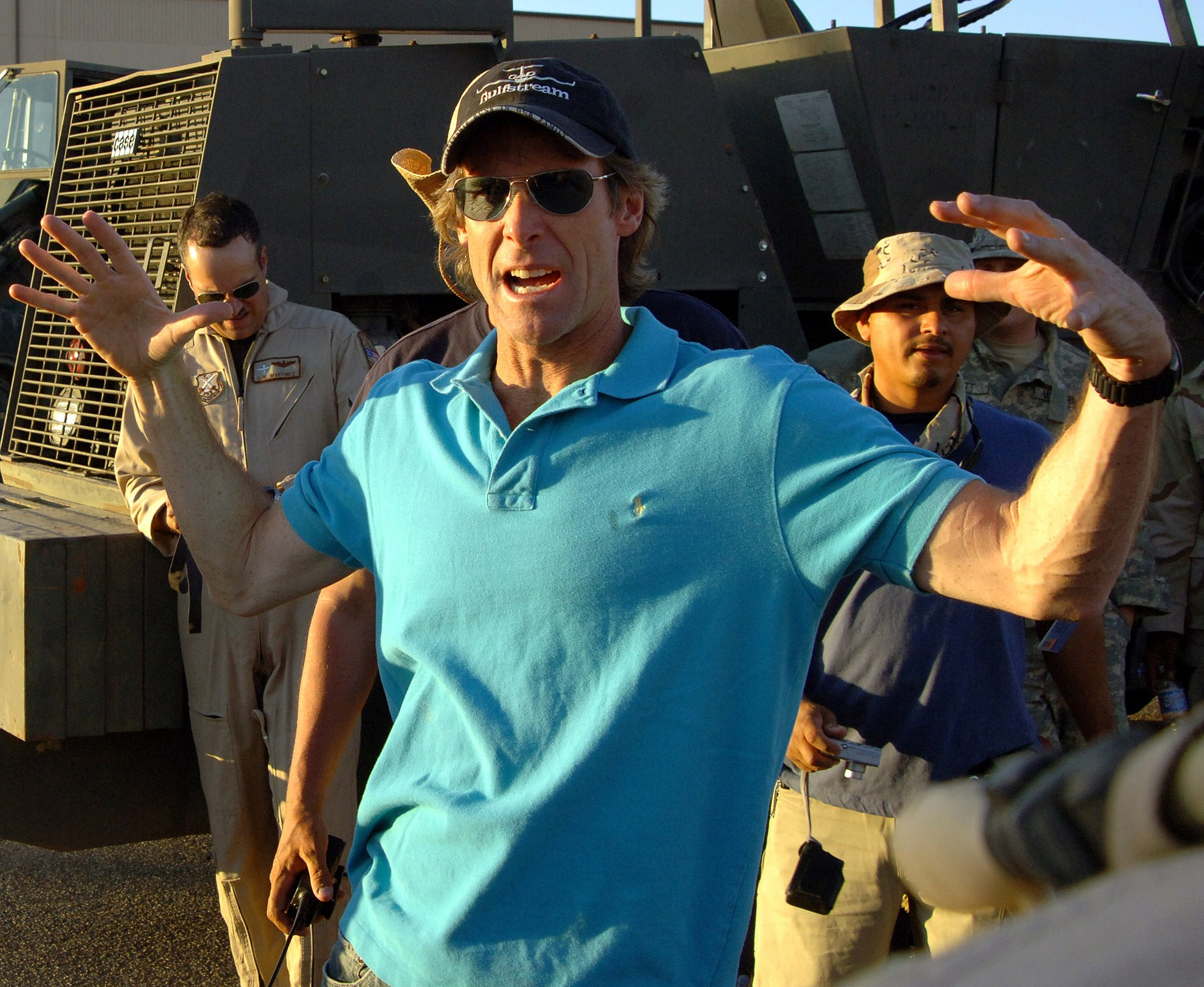
Michael Bay (* 1965)

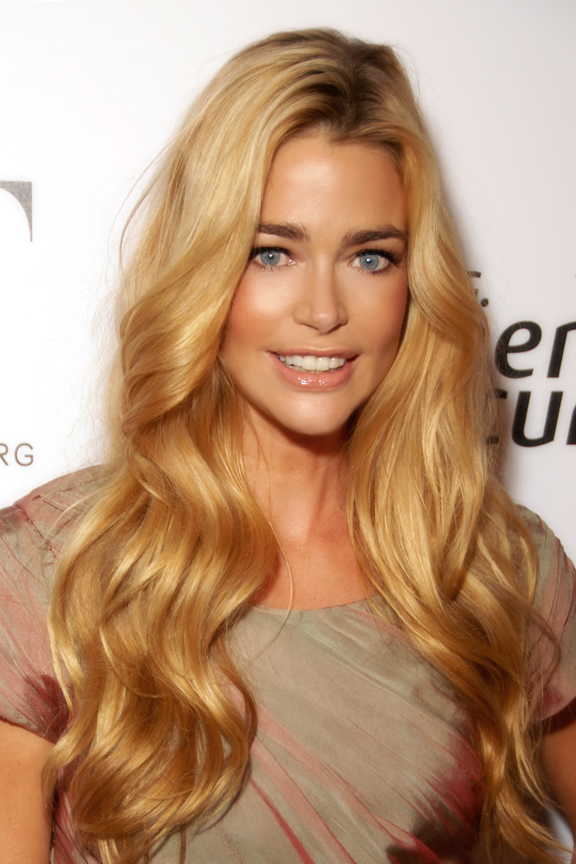
Denise Richardsová (* 1971)

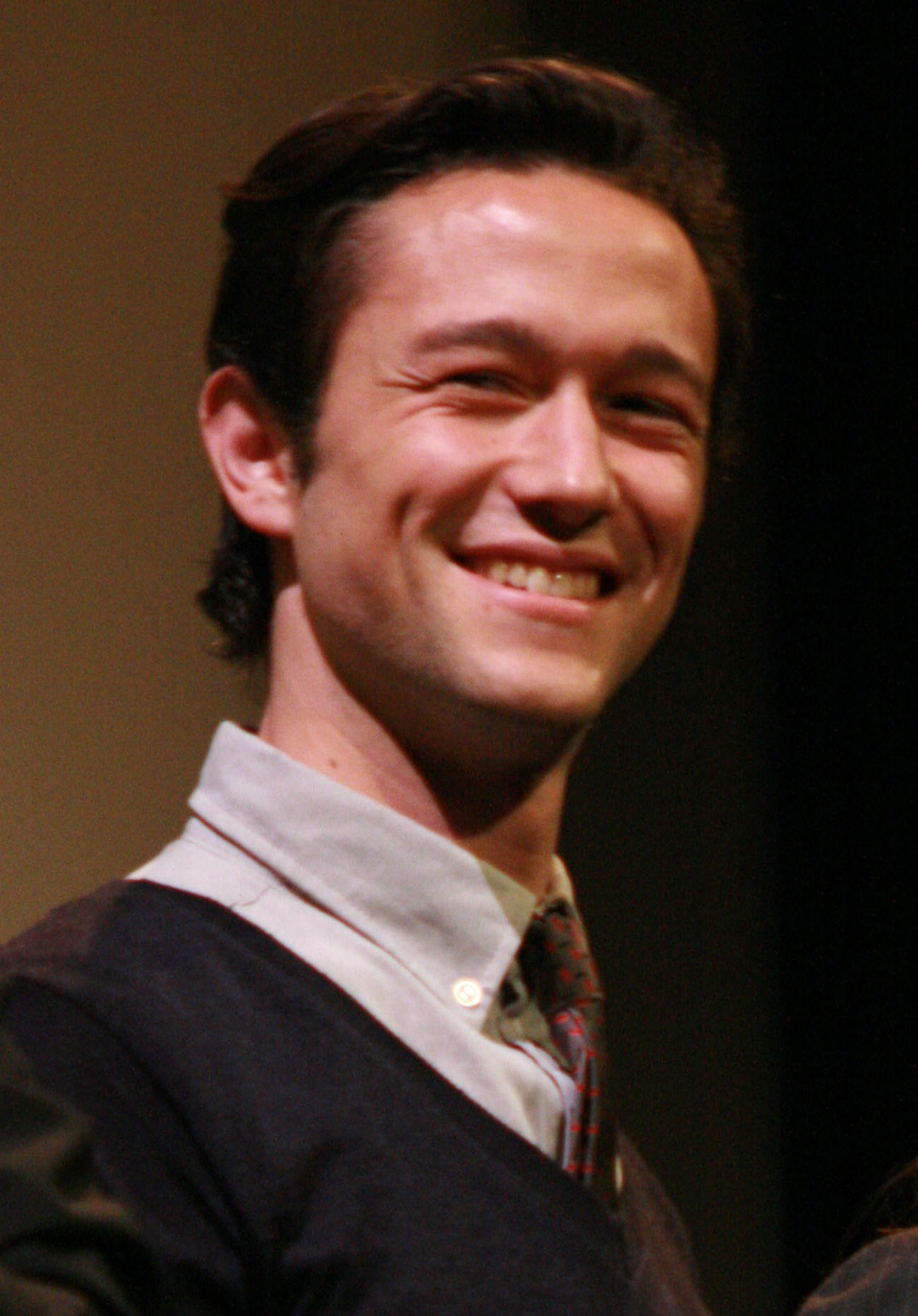
Joseph Gordon-Levitt (* 1981)

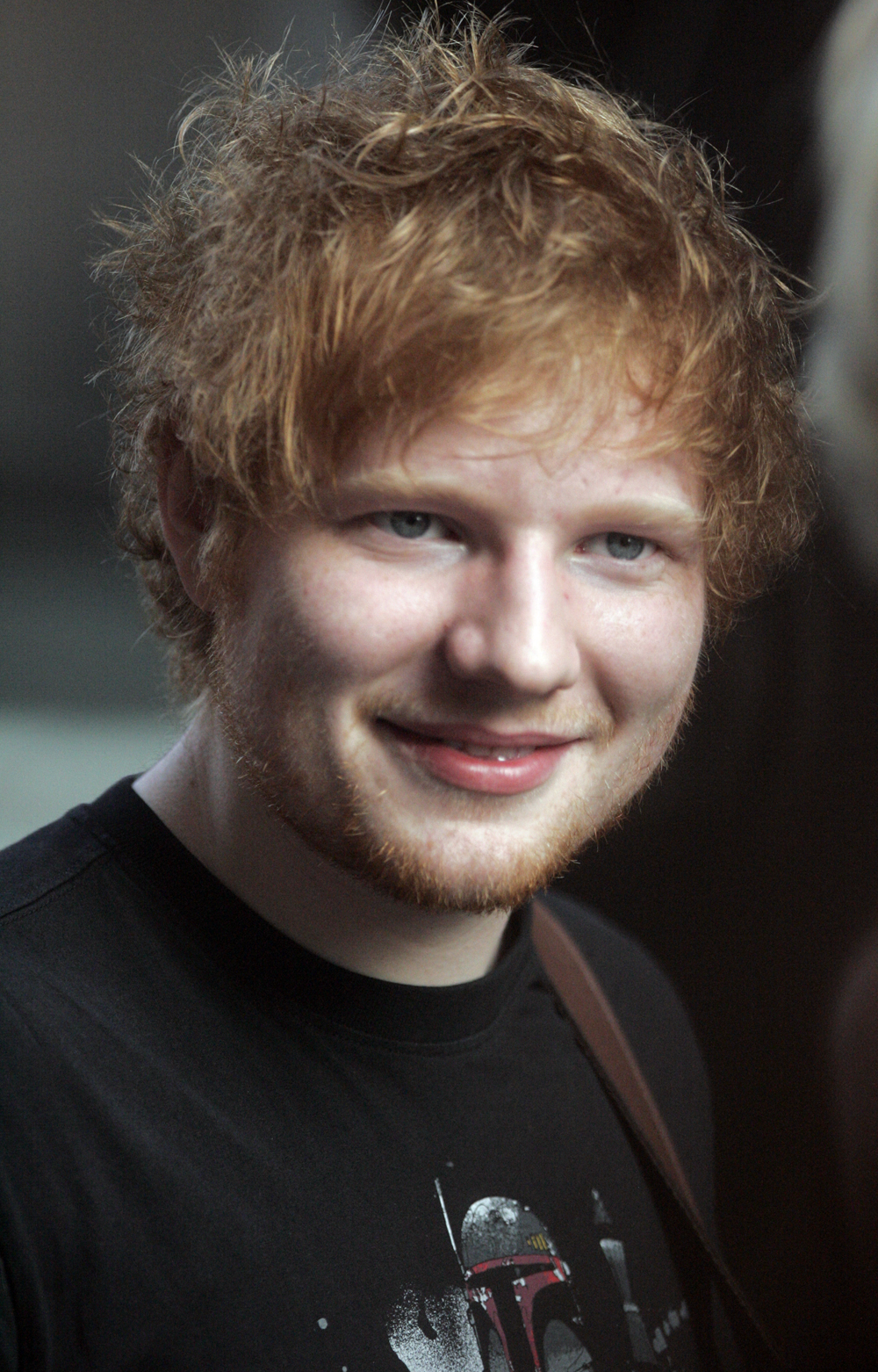
Ed Sheeran (* 1991)

- 1490 – Karel III. Bourbonský, francouzský vojevůdce a konetábl Francie († 6. května 1527)
- 1519 – František de Guise, francouzský voják a politik († 24. únor 1563)
- 1653 – Arcangelo Corelli, italský barokní hudební skladatel a houslista († 8. ledna 1713)
- 1705 – Johann Elias Bach, německý hudební skladatel († 30. listopadu 1755)
- 1717 – Adam Friedrich Oeser, německý malíř a sochař († 18. března 1799)
- 1720 – Karel Josef z Auerspergu, 5. kníže z Auerspergu († 2. října 1800)
- 1723 – Tobias Mayer, německý matematik, astronom a kartograf († 20. února 1762)
- 1740 – Horace-Bénédict de Saussure, švýcarský přírodovědec († 22. ledna 1799)
- 1742 – Dositej Obradović, srbský osvícenec, reformátor a spisovatel († 7. dubna 1811)
- 1752 – Friedrich Maximilian Klinger, německý preromantický dramatik, člen hnutí Sturm und Drang († 9. března 1831)
- 1781 – René Théophile Hyacinthe Laënnec, francouzský lékař, vynálezce stetoskopu († 13. srpna 1826)
- 1792 – Karl Ernst von Baer, estonsko-německý lékař, spoluzakladatel embryologie († 28. září 1876)
- 1796 – Philipp Franz von Siebold, německý lékař a cestovatel († 18. října 1866)
- 1797 – Jean Maria Nicolaus Bellot, český průmyslník francouzského původu († 24. května 1880)
- 1798 – Friedrich Eduard Beneke, německý filozof a psycholog († asi 1. březen 1854)
- 1821 – Lola Montezová, irská tanečnice a herečka († 17. ledna 1861)
- 1822 – Magnus Knappe, první baptistický misionář na českém území († 25. listopadu 1910)
- 1836 – Gustavo Adolfo Bécquer, španělský pozdně romantický básník a prozaik († 22. prosince 1870)
- 1837 – Pierre Auguste Cot, francouzský malíř († 2. srpna 1883)
- 1838 – Friedrich Konrad Beilstein, ruskoněmecký chemik († 18. října 1906)
- 1844 – Bernadette Soubirous, katolická světice z Lurd († 16. dubna 1879)
- 1845 – Antonie Portugalská, portugalská infantka († 27. prosince 1913)
- 1855 – Otto Liman von Sanders, německý generál († 22. srpna 1929)
- 1856 – Frederic Eugene Ives, americký fotograf a vynálezce († 27. května 1937)
- 1864 – Jozef Murgaš, slovenský vynálezce, průkopník bezdrátové telekomunikace († 11. května 1929)
- 1865 – Ernst Troeltsch, německý protestantský teolog a sociolog († 1. února 1923)
- 1867 – Eva Chamberlain, dcera Richarda Wagnera a jeho pozdější manželky Cosimy Wagner († 26. května 1942)
- 1868 – Félix Díaz, mexický generál († 9. července 1945)
- 1869 – Gago Coutinho, portugalský námořník, pilot a historik († 18. února 1959)
- 1870 – Georgij Gapon, ruský kněz a revolucionář († 10. dubna 1906)
- 1873 – Oscar Stjerne, švédský spisovatel († 24. října 1917)
- 1874 – Jovan Dučić, srbský básník († 7. dubna 1943)
- 1877
  - André Maginot, francouzský politik, který prosadil vybudování soustavy pevností na hranicích s Německem, tzv. Maginotovy linie († 7. ledna 1932)
  - Isabelle Eberhardtová, švýcarská dobrodružka a spisovatelka († 21. října 1904)
- 1885 – Romano Guardini, německý filozof a katolický teolog († 1. října 1968)
- 1888
  - Ronald Knox, anglický katolický kněz a spisovatel († 24. srpna 1957)
  - Otto Stern, německý fyzik, nositel Nobelovy ceny († 17. srpna 1969)
- 1890 – Ronald Fisher, anglický statistik, evoluční biolog, eugenik a genetik († 29. července 1962)
- 1891 – Adolf Fraenkel, izraelský matematik († 15. října 1965)
- 1892 – Josip Slipyj, řeckokatolický arcibiskup a kardinál († 7. září 1984)
- 1893 – František Karel Rakousko-Toskánský, rakouský arcivévoda a princ toskánský († 10. prosince 1918)
- 1903 – Oľga Adamčíková, slovenská herečka († 16. srpna 1992)
- 1897 – Ján Lichner, slovenský politik, československý ministr († 16. října 1979)
- 1903 – Oľga Adamčíková, slovenská herečka, manželka herce Samuela Adamčíka († 16. srpna 1992)
- 1904 – Hans Joachim Morgenthau, americký teoretik mezinárodních vztahů († 19. července 1980)
- 1905 – Osvald Käpp, estonský zápasník, olympijský vítěz († 18. dubna 1995)
- 1907 – Janusz Maria Brzeski, polský umělec, fotograf, grafik, ilustrátor († 1. října 1957)
- 1908
  - Ferdinand Gabaj, slovenský spisovatel († 12. července 1974)
  - Uuras Saarnivaara, finský luterský teolog († 5. května 1998)
- 1910 – Louise Boyleová, americká fotografka († 31. prosince 2005)
- 1912 – Andre Norton, americká autorka sci-fi († 17. března 2005)
- 1923 – Buddy DeFranco, americký klarinetista († 24. prosince 2014)
- 1925 – Hal Holbrook, americký herec
- 1926 – Friedrich Cerha, rakouský hudební skladatel a dirigent
- 1927 – Juan Almeida Bosque, kubánský revolucionář († 11. září 2009)
- 1929
  - Alejandro Jodorowsky, francouzský filmař, herec, filozof a spisovatel
  - Chaim Potok, americký spisovatel a rabín († 23. července 2002)
- 1930 – Jonathan Bennett, britský filozof
- 1931 – Ján Hanák, slovenský scénograf a malíř († 29. srpna 2015)
- 1934
  - John Dominic Crossan, americký novozákonní badatel irského původu
  - Adi'el Amora'i, izraelský politik a bývalý poslanec Knesetu
- 1936
  - Stipe Šuvar, jugoslávský komunistický politik († 29. června 2004)
  - Jim Brown, amerického fotbalu
- 1939
  - Mary Ann Mobleyová, americká herečka († 9. prosince 2014)
  - Bruce Cale, australský jazzový kontrabasista
- 1940
  - Gene Pitney, americký zpěvák-skladatel, hudebník a zvukový inženýr († 5. dubna 2006)
  - Willi Holdorf, německý atlet, olympijský vítěz v desetiboji († 5. července 2020)
  - Therese Schwarzenbergová, manželka Karla Schwarzenberga
- 1941 – Heidi Bieblová, německá alpská lyžařka († 20. ledna 2022)
- 1942 – Mitja Deisinger, slovinský právník a soudce
- 1944
  - Karl Jenkins, velšský hudebník a skladatel
  - Eva Nowotny, rakouská diplomatka
- 1945 – Eli Alaluf, izraelský politik a poslanec Knesetu
- 1946 – André Dussollier, francouzský divadelní a filmový herec
- 1947 – Charles Higham, novozélandský profesor antropologie
- 1948 – György Cserhalmi, maďarský herec
- 1949
  - Fred Frith, britský kytarista, multiinstrumentalista a skladatel
  - František Rábek, slovenský římskokatolický biskup
- 1950
  - Miloš Fišera, reprezentant v cyklokrosu, mistr světa
  - Rickey Medlocke, americký hudebník
  - Albertas Šimėnas, premiér Litvy
- 1952 – Peter Freund, německý spisovatel, scenárista
- 1953 – Pertti Karppinen, finský veslař, trojnásobný olympijský vítěz
- 1954
  - Jean-Marie Laclavetine, francouzský spisovatel a překladatel
  - Miki Berkovich, izraelský basketbalista
- 1955 – Mo Jen, čínský spisovatel, nositel Nobelovy ceny
- 1958 – Josefa Andrés Barea, španělská politička
- 1959 – Rowdy Gaines, americký plavec, trojnásobný olympijský vítěz
- 1960 – Grzegorz Dolniak, polský politik († 10. dubna 2010)
- 1961 – Andrej Korotajev, ruský antropolog, orientalista, ekonom, historik a sociolog
- 1963 – Michael Jordan, americký basketbalista
- 1965 – Michael Bay, americký producent a režisér
- 1970 – Dominic Purcell, australský herec narozený v Anglii
- 1971
  - Denise Richardsová, americká herečka a bývalá modelka
  - Martyn Bennett, skotský hudebník narozený v Kanadě († 30. ledna 2005)
- 1972
  - Billie Joe Armstrong, americký punkrockový hudebník (Green Day)
  - Taylor Hawkins, americký hudebník († 25. března 2022)
- 1973 – Shirley Clampová, švédská populární zpěvačka a televizní moderátorka
- 1979 – Cara Blacková, zimbabwská tenistka
- 1980
  - Peter Boroš, slovenský fotbalový brankář
  - Čchö Suk-i, korejská zápasnice-judistka
- 1981
  - Joseph Gordon-Levitt, americký herec
  - Paris Hilton, americká zpěvačka, modelka a herečka, dědička hotelového impéria Hilton
- 1982
  - Eunice Jepkorir, keňská atletka – běžkyně (3000 m překážek)
  - Adriano, brazilský fotbalista
- 1983 – Émilie Ferová, francouzská vodní slalomářka, kajakářka
- 1984 – Oleksandr Černeckyj, ukrajinský zápasník
- 1985 – Anders Jacobsen, norský skokan na lyžích
- 1988 – Natascha Kampuschová, rakouská dívka, mediálně známá oběť únosu
- 1989
  - Chord Overstreet, americký herec a zpěvák
  - Rebecca Adlingtonová, britská plavkyně
- 1990 – Attila Fiola, maďarský fotbalista
- 1991
  - Bonnie Wright, britská herečka
  - Ed Sheeran, anglický zpěvák a textař
- 1992
  - Dalibor Bortňák, slovenský lední hokejista
  - Beka Gigashvili, gruzínský ragbista
- 1993 – Marc Márquez, španělský jezdec MotoGP
- 1994
  - Kyle Ebecilio, nizozemský fotbalista
  - Eri Hozumiová, japonská tenistka
- 1995 – Madison Keysová, americká tenistka
- 1997
  - Jordie Barrett novozélandský ragbista
  - Zeki Çelik, turecký fotbalista
  - Juni Arnekleivová, norská biatlonistka
- 1999 – Alex de Minaur, australský tenista
- 2003 – Martin Svrček, slovenský silniční cyklista

## Úmrtí

### Česko

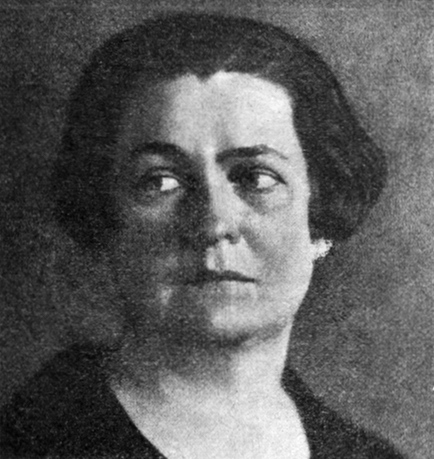
Helena Malířová († 1940)

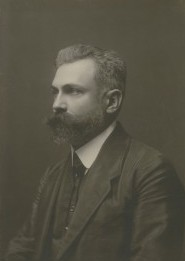
Ivan Hálek († 1945)

- 1810 – Johann Georg Berger, severočeský průmyslník (* 15. dubna 1739)
- 1864 – Václav Jindřich Veit, německy mluvící český hudební skladatel (* 19. ledna 1806)
- 1865 – František Jaroslav Kubíček, teolog, filozof, redaktor a spisovatel (* 14. září 1838)
- 1915 – Stanislaus von Prowazek, český zoolog a parazitolog (* 12. ledna 1875)
- 1924 – Leopold Heyrovský, český právník, rektor Univerzity Karlovy (* 14. listopadu 1852)
- 1937 – Marie Kalašová, spisovatelka a překladatelka (* 26. listopadu 1852)
- 1940
  - František Pastrnek, český jazykovědec, slavista (* 4. října 1853)
  - Helena Malířová, česká novinářka a spisovatelka (* 31. října 1877)
- 1945 – Ivan Hálek, lékař, spisovatel, pedagog a politik (* 11. listopadu 1872)
- 1949 – Petr Stránský, československý politik (* 28. června 1878)
- 1951 – Antonín Smrček, český stavební odborník (* 10. prosince 1859)
- 1962 – Václav Mařan, sochař a keramik (* 23. května 1879)
- 1969 – Julius Pelikán, sochař a medailér (* 23. února 1887)
- 1970
  - Otto Heller, český kameraman (* 3. září 1896)
  - Čeněk Šlégl, český herec, režisér a scenárista (* 30. září 1893)
- 1971 – Michal Mareš, český spisovatel a novinář, oběť komunistického režimu (* 22. ledna 1893)
- 1973 – Josef Ludvík Fischer, český filozof a sociolog (* 6. listopadu 1894)
- 1983 – Anton Bruder, grafik a malíř (* 11. června 1898)
- 1984
  - Karel Kolský, československý fotbalový reprezentant (* 21. září 1914)
  - František Hieke, příslušník Obrany národa a zahraničního protinacistického odboje (* 3. července 1893)
- 1990 – Gustav Křivinka, český hudební skladatel (* 24. dubna 1928)
- 1991 – Miroslav Macháček, herec a divadelní režisér (* 8. května 1922)
- 1996 – Ján Stanek, důstojník československé armády (* 4. června 1900)
- 2007 – Josef Künzl, voják a příslušník výsadku Chalk (* 19. ledna 1919)
- 2014 – Tom Zajíček, český sociolog a politik (* 25. srpna 1948)
- 2022 – František Václav Lobkowicz, I. biskup  ostravsko-opavský (* 5. ledna 1948)

### Svět

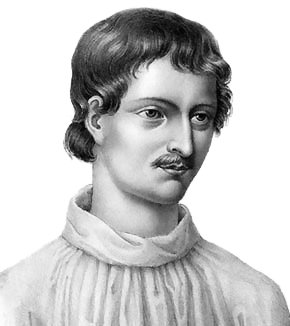
Giordano Bruno († 1600)

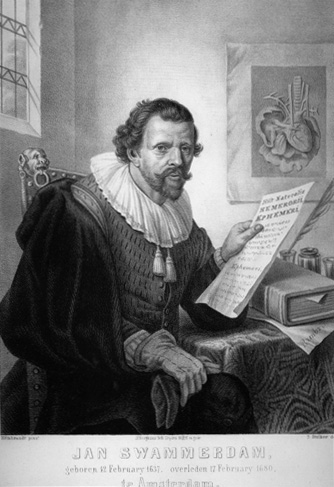
Jan Swammerdam († 1680)

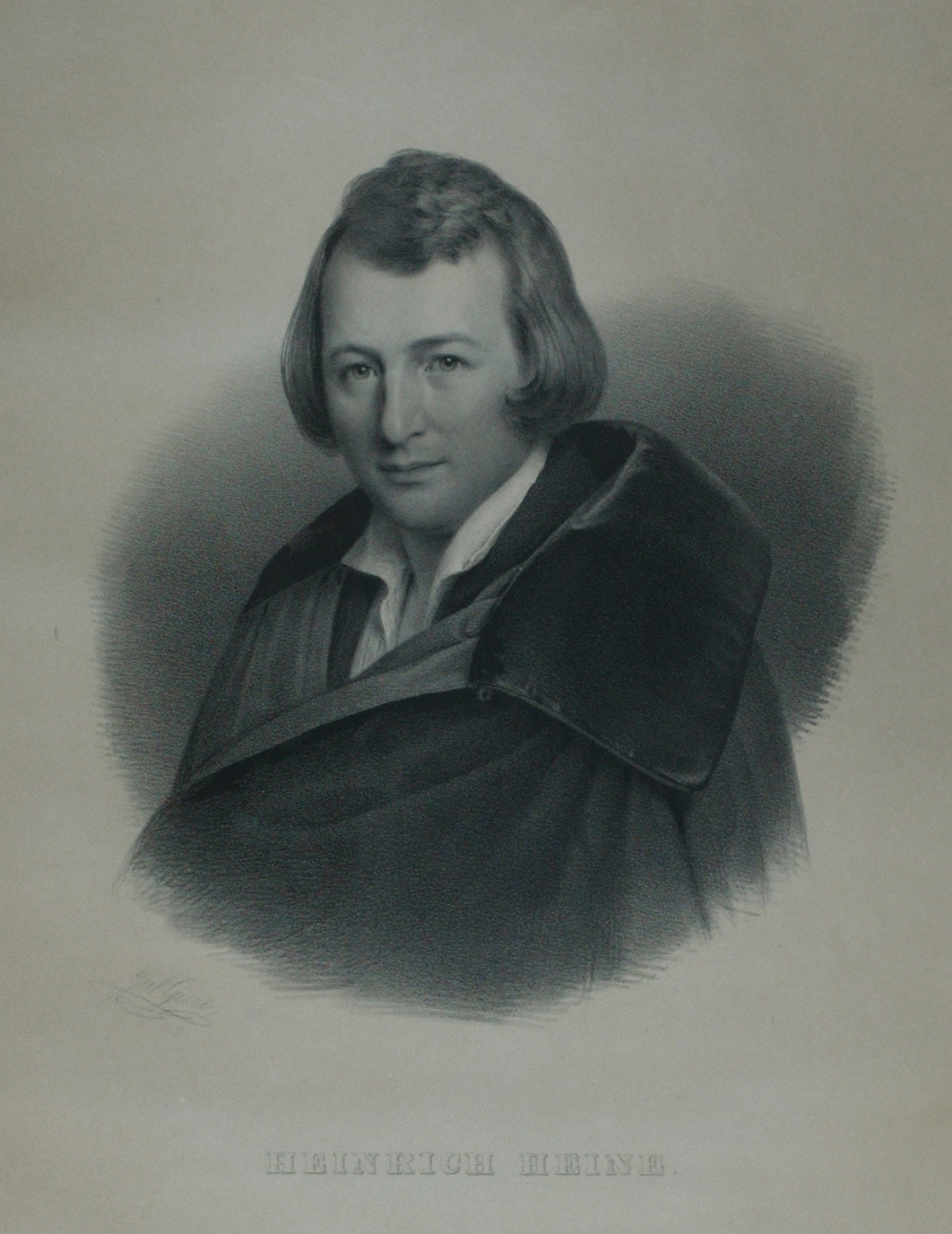
Heinrich Heine († 1856)

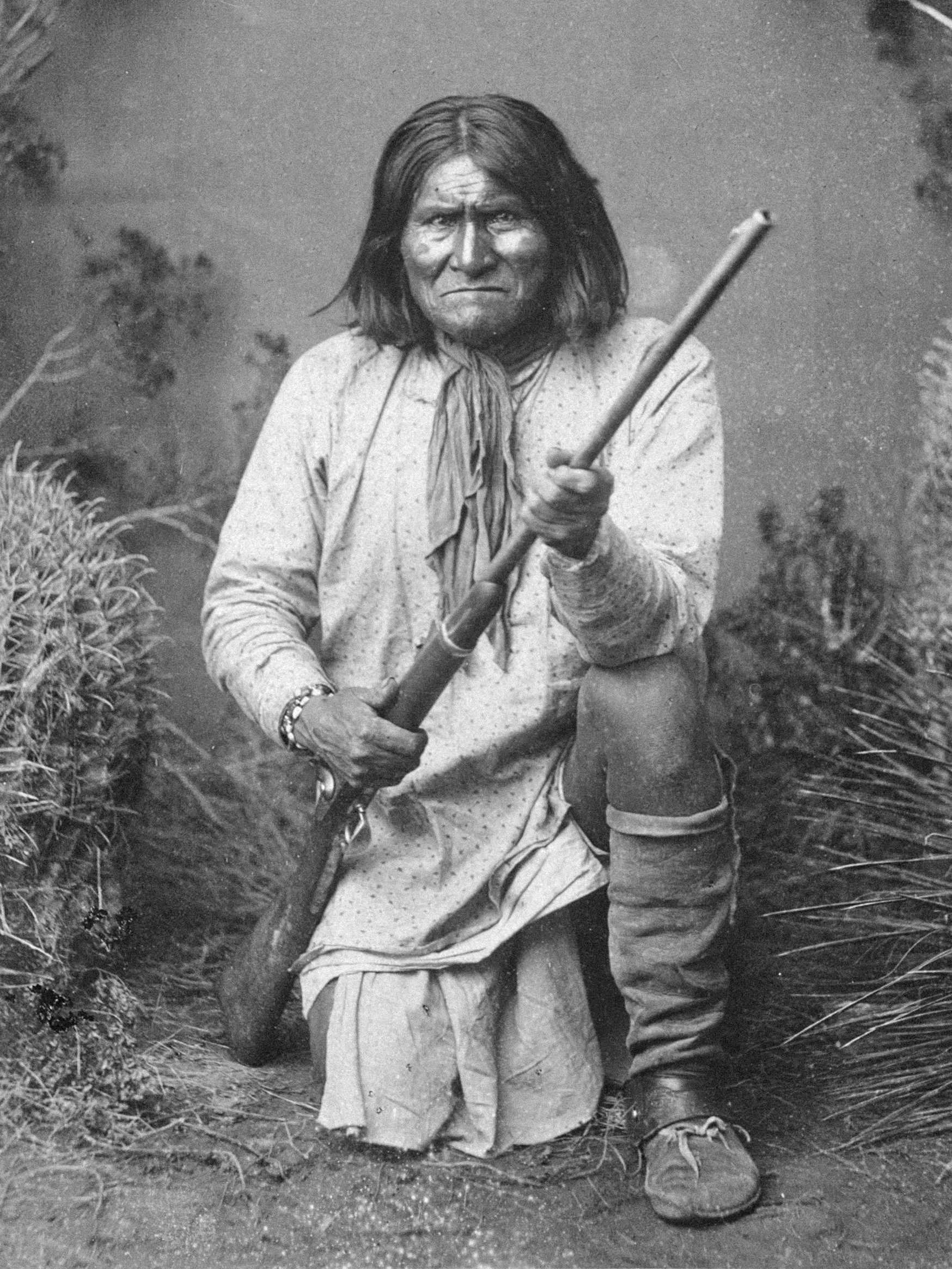
Geronimo († 1909)

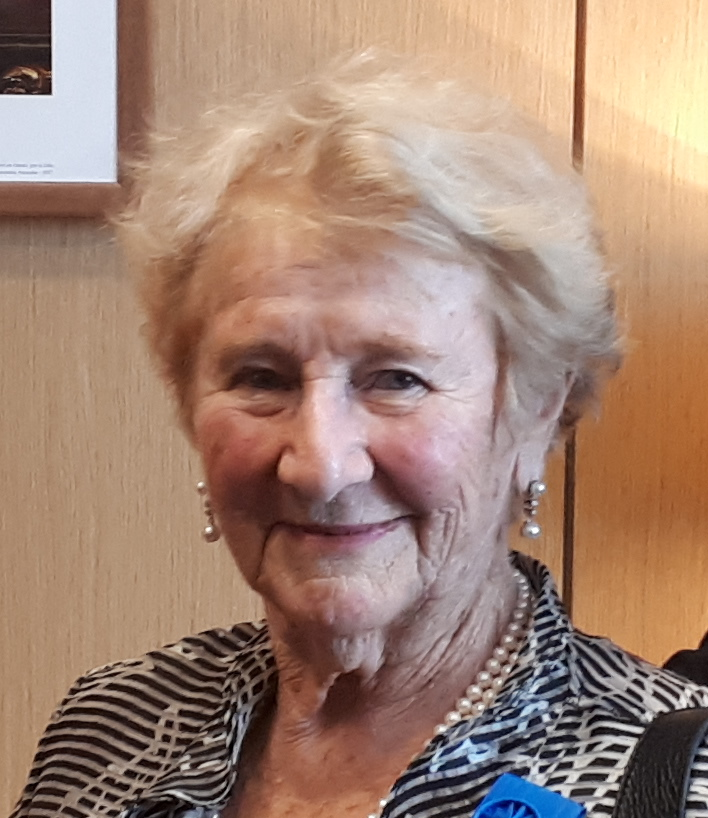
Antonine Mailletová († 2025)

- 0364 – Jovianus, římský císař (* 331)
- 0440 – Sv. Mesrop Maštoc, arménský mnich, teolog a lingvista, tvůrce arménského písma (* okolo 360)
- 1071 – Frozza Orseolo, rakouská markraběnka z rodu Orseolů (* 1015)
- 1281 – biskup Bruno ze Schauenburku (* 1205)
- 1339 – Ota Habsburský, vévoda rakouský, štýrský a korutanský, zakladatel kláštera Neuberg ve Štýrsku (* 23. července 1301)
- 1371 – Ivan Alexandr, bulharský car (* 1331)
- 1600 – Giordano Bruno, italský astronom, filozof a spisovatel (* 1548)
- 1609 – Ferdinand I. Medicejský, toskánský velkovévoda (* 30. července 1549)
- 1647 – Johann Heermann, slezský básník a evangelický kazatel (* 11. října 1585)
- 1651 – Zubdat-un-Nissa Begum, dcera mughalského císaře Aurangzeba (* 2. září 1651)
- 1654 – Michael Lohr, německý skladatel (* 23. září 1591)
- 1673 – Molière, francouzský dramatik, spisovatel a herec (* 15. ledna 1622)
- 1680 – Jan Swammerdam, nizozemský biolog, objevitel červených krvinek (* 12. února 1637)
- 1707 – Giambattista Rubini, italský kardinál (* 1642)
- 1718 – Princ George William, syn britského krále Jiřího II. (* 13. listopadu 1717)
- 1732 – Louis Marchand, francouzský skladatel, cembalista a varhaník (* 2. února 1669)
- 1782 – Josef I. Adam ze Schwarzenbergu, rakouský a český šlechtic, vévoda krumlovský (* 25. prosince 1722)
- 1788 – Maurice Quentin de La Tour, francouzský malíř (* 5. října 1704)
- 1796 – James Macpherson, skotský básník a politik (* 27. října 1736)
- 1827 – Johann Heinrich Pestalozzi, švýcarský pedagog (* 12. ledna 1746)
- 1841 – Ferdinando Carulli, italský kytarista a hudební skladatel (* 9. února 1770)
- 1854 – John Martin, anglický romantický malíř (* 19. července 1789)
- 1856
  - John Braham, anglický operní pěvec (* 1774)
  - Heinrich Heine, německý prozaik, básník, publicista a esejista (* 13. prosince 1797)
- 1867 – Evžen Vratislav z Mitrovic, český šlechtic (* 8. července 1786)
- 1874 – Adolphe Quetelet, belgický astronom, matematik, statistik a sociolog (* 22. února 1796)
- 1875 – Friedrich Wilhelm August Argelander, německý astronom (* 22. března 1799)
- 1891 – Theophil von Hansen, dánsko-rakouský architekt (* 13. července 1813)
- 1903 – Joseph Parry, velšský hudební skladatel (* 21. května 1841)
- 1905 – Sergej Alexandrovič, syn cara Alexandra II. (* 11. května 1857)
- 1907 – Henry Steel Olcott, americký právník a novinář, zakladatel Teosofické společnosti (* 2. srpna 1832)
- 1908 – Ignaz von Plener rakouský politik (* 21. května 1810)
- 1909
  - Vladimír Alexandrovič Romanov, ruský velkokníže (* 22. dubna 1847)
  - Carl Bolle, německý přírodovědec (* 21. listopadu 1821)
  - Geronimo, náčelník Apačů (* 16. června 1829)
- 1912 – Alois Lexa von Aehrenthal, český šlechtic a rakouský diplomat a politik († 17. února 1912)
- 1917 – Jakob Groh, rakouský grafik (* 14. května 1855)
- 1920
  - Teofil Kotykiewicz, vídeňský stavitel varhan (* 1849)
  - Eduard von Knorr, německý admirál (* 8. března 1840)
- 1925 – Nikodim Pavlovič Kondakov, ruský historik umění (* 13. listopadu 1844)
- 1934
  - Siegbert Tarrasch, německý šachový velmistr, teoretik a pedagog židovského původu (* 5. března 1862)
  - Albert I. Belgický, třetí belgický král (* 8. dubna 1875)
- 1943 – Juzuru Hiraga, důstojník, konstruktér japonského námořnictva (* 8. března 1878)
- 1944
  - Jean Cavaillès, francouzský filozof a matematik (* 15. května 1903)
  - Ivan Markovič, československý politik, meziválečný poslanec a ministr (* 3. června 1888)
- 1946
  - Jutta Meklenbursko-Střelická, korunní princezna černohorská (* 24. ledna 1880)
  - Todor Lukanov, bulharský politik (* 1. prosince 1874)
- 1947 – Elena Văcărescu, rumunská a francouzská spisovatelka (* 21. září 1864)
- 1949 – Ellery Clark, americký atlet, olympijský vítěz (* 13. března 1874)
- 1960 – Vilho Petter Nenonen, finský generál (* 6. března 1883)
- 1964 – Heinrich Tietze, rakouský matematik (* 31. srpna 1880)
- 1966
  - Alfred P. Sloan, prezident a předseda správní rady společnosti General Motors (* 23. května 1875)
  - Hans Hofmann, německý malíř (* 21. března 1880)
- 1967 – Henri Perruchot, francouzský spisovatel, výtvarný a literární kritik (* 27. ledna 1917)
- 1970 – Šmu'el Josef Agnon, novohebrejský spisovatel původem z Haliče, nositel Nobelovy ceny za literaturu (* 17. července 1888)
- 1975 – Zvonimír Eichler, chorvatsko-český malíř (* 29. ledna 1903)
- 1982 – Thelonious Monk, americký jazzový pianista (* 1917)
- 1986 – Džiddú Krišnamúrti, indický filozof a básník (* 25. května 1895)
- 1989 – Guy Laroche, francouzský módní návrhář (* 16. července 1921)
- 1993 – Hans Baur, německý válečný pilot, Hitlerův osobní pilot (* 19. červen 1897)
- 1996 – Hervé Bazin, francouzský spisovatel (* 7. dubna 1911)
- 1998
  - Ernst Käsemann, německý protestantský teolog (* 12. července 1906)
  - Ernst Jünger, německý spisovatel, publicista, filozof a entomolog (29. března 1895)
  - Marie-Louise von Franz, švýcarská psycholožka (* 4. ledna 1915)
  - Albert Wass, maďarský spisovatel (* 8. ledna 1908)
  - Nicolas Bouvier, švýcarský cestovatel, spisovatel (* 6. března 1929)
- 2001 – Richard Wurmbrand, rumunský luteránský farář, spisovatel a teolog německo-židovského původu (* 24. března 1909)
- 2005
  - Omar Sívori, argentinský fotbalista naturalizovaný v Itálii (* 2. října 1935)
  - Jens Martin Knudsen, dánský astrofyzik (* 12. října 1930)
- 2007
  - Jurga Ivanauskaitė, litevská spisovatelka, výtvarnice a cestovatelka (* 14. listopadu 1961)
  - Maurice Papon, francouzský politik kolaborující za druhé světové války s nacisty (* 3. září 1910)
- 2010
  - Hans Henning Ørberg, dánský didaktik a autor učebnic latiny (* 21. dubna 1920)
  - Svetloslav Veigl, slovenský katolický kněz, řeholník a básník (* 24. prosince 1915)
- 2011 – Marián Bednár, slovenský rockový baskytarista a zpěvák (The Beatmen) (* 12. srpna 1947)
- 2012
  - Ulric Neisser, americký psycholog (* 8. prosince 1928)
  - Nicolaas Govert de Bruijn, nizozemský matematik (* 9. července 1918)
  - Michael Davis, americký rockový baskytarista (* 5. června 1943)
- 2013 – Mindy McCready, americká zpěvačka (* 30. listopadu 1975)
- 2020 – Vladimír Svitek, slovenský hokejista a československý reprezentant (* 19. října 1962)
- 2025 – Antonine Mailletová, kanadská frankofonní spisovatelka (* 10. května 1929)

## Svátky

### Česko
- Miloslava
- Flavián, Flavie, Flavius
- Gracián, Grácie

### Svět
- OSN: Den rezilience globálního turismu
- USA: President's Day (je-li pondělí)

| 17. únor v pražském KlementinuÚdaje jsou platné k 29. 4. 2025. | 17. únor v pražském KlementinuÚdaje jsou platné k 29. 4. 2025. | 17. únor v pražském KlementinuÚdaje jsou platné k 29. 4. 2025. |
| minimum                                                        | denní průměr                                                   | maximum                                                        |
| -------------------------------------------------------------- | -------------------------------------------------------------- | -------------------------------------------------------------- |
| −20,6 °C (1827)                                                | 0,7 °C (od 1961)                                               | 14,5 °C (1885)                                                 |